# The Blood Arm
The Blood Arm is een in 2002 opgerichte Amerikaanse alternatieve rockband uit Los Angeles. Inmiddels hebben ze vijf albums uitgebracht. Hun muziek wordt door de NME vergeleken met James Brown als frontman van Talking Heads en het zingen van herfstliedjes en ze staan bekend om hun extreem energieke live-optredens.
De muziek van The Blood Arm was te zien in de televisieprogramma's Gossip Girl, The O.C., Nip/Tuck, Chuck, Ravenswood en de Amerikaanse versie van Shameless, evenals in de hitfilm Cloverfield en de documentaire Radiant City uit 2006.

## Bezetting
Huidige bezetting
- Nathaniel Fregoso[3] (zang)
- Matt Wheeler (drums)
- Zebastian Carlisle[4] (gitaar)
- Dyan Valdes[5] (piano)

Voormalig lid
- Zachary Amos[6] (drums, 2003–2011)

## Geschiedenis
The Blood Arm werd geformeerd in 2002 in Los Angeles. De band wordt geleid door zanger Nathaniel Fregoso, die een reputatie heeft voor zeer energieke liveshows, waaronder zingen vanaf de toppen van luidsprekers, hangend aan waterleidingen, walsen met leden van het publiek of naar de bar sluipen om drankjes te nippen. Fregoso ontmoette gitarist Zebastian Carlisle in een karaokebar in Koreatown en toetsenist/co-zanger Dyan Valdés bij UCLA, die ze beiden bijwoonden.
De oprichters van de band traden op in Los Angeles als een drietal totdat drummer Zachary Amos zich bij de band voegde in 2003. In 2004 brachten ze in eigen beheer de ep Four Song Demo uit en in 2005 hun debuutalbum Bomb Romantics. Het album was snel uitverkocht.
Op 19 maart 2004 speelde de band een aftershow party voor Franz Ferdinand, die net had opgetreden in de Troubadour in Los Angeles. Zanger Alex Kapranos noemde al snel de Blood Arm als zijn favoriete nieuwe band. De band werd geïnterviewd door Franz Ferdinand in het nummer van 8 januari 2005 van NME.
The Blood Arm werd genomineerd voor de LA Weekly Music Award voor «Best New Artist» in 2004. De band reisde vroeger met een ceremoniemeester genaamd Ben Lee Handler, die het publiek opwarmde met semi-fictieve verhalen over hoe de band op de locatie arriveerde. Ze wonnen de Best Live Act Award op de South By Southwest Music Conference 2005.
De single Do I Have Your Attention? uit 2005 bij Loog Records was een Britse radiohit en de single Say Yes, die later dat jaar werd uitgebracht bij het Britse label City Rockers, plaatste zich in de top 50. Kort daarna tekende The Blood Arm bij het platenlabel City Rockers/Because en brachten ze hun tweede album Lie Lover Lie uit in oktober 2006. Het kreeg veel positieve recensies: The Guardian gaf het 5/5, NME gaf het 8/10 en Artrocker noemde het het beste debuutalbum van het jaar.
De doorbraaksingle Suspicious Character (I Like All the Girls and All the Girls Like Me) werd al snel een indiediscohit. De band nam ook een tweetalige Franse en Engelse versie op van Do I Have Your Attention? met de Franse popster Anaïs. De samenwerking was een hit in Frankrijk en leidde tot optredens in de Franse muziektelevisieshow Taratata.
Het platenlabel City Rockers van de band stopte na het uitbrengen, waardoor de band niet in staat was om de publicatie van Lie Lover Lie op tijd op te volgen om te profiteren van het moment.In 2010 bracht de band de ep All My Love Songs uit bij Snowwhite Records. Hun derde volledige album Turn and Face Me werd op 4 juli 2011 uitgebracht door Snowwhite Records en kreeg over het algemeen positieve recensies. De band promootte het album met een lange Europese tournee, die begon en uiteindelijk culmineerde in Duitsland. De promotietournee omvatte een optreden op Berlin Live bij ZDF (een populaire muziekshow uit Berlijn) naast Art Brut en dEUS.
In 2011 verhuisden Fregoso en Valdés ook naar Berlijn, een jaar later gevolgd door Carlisle. Volgens Fregoso was de verhuizing geïnspireerd door een verlangen naar heruitvinding. Drummer Amos ging niet met hen mee en ze kregen tijdelijk gezelschap van ex-Rumble Strips-drummer Matthew Wheeler. De band woonde op dat moment samen in een gedeelde flat in de Berlijnse wijk Prenzlauer Berg, die ze 'HQ' noemen.
Fregoso en Valdés brachten hun eerste winter door in Berlijn om de nummers te schrijven voor Infinite Nights, die het vierde studioalbum van de band zouden worden. Het paar voerde de nieuwe nummers akoestisch uit tijdens een gratis toer van de U8 U-Bahn in Berlijn, waarbij ze bij elk station stopten om een ander nummer uit te voeren. Infinite Nights werd opgenomen in een studio in de louche wijk Neukölln in Berlijn en uitgebracht bij RIP Ben Lee Records op 17 juni 2013. Het meer volwassen en introspectieve geluid van het album oogstte lof van de muziekpers, waarbij Q Magazine Fregoso en Valdés vergeleek met een moderne Lou Reed en Moe Tucker op de melancholische ballad Torture.
The Blood Arm werd geselecteerd om deel te nemen aan het wijdverbreide muzikale project Lokalhymnen Berlin, waarin in Berlijn gevestigde bands werd gevraagd een origineel lied over de stad te schrijven. Het resulterende nummer en video The Invitation werd uitgebracht op de Lokalhymnen cd- en dvd-compilatie op 13 december 2013.
In 2014 werd de band vergezeld door drummer Sebastian Völkers en bassist Ferdinand Kumpfmüller, die samen het muziekproductiebedrijf Mimic vormden.
Met de nieuwe bezetting nam de Blood Arm hun vijfde studioalbum Kick 'Em in the Sunglasses op in hun eigen studio in Berlijn. Het album werd uitgebracht in februari 2016 bij Duchess Box Records.

## Solo-projecten
Valdés was medeoprichter van de band Everybody Was in the French Resistance...Now! met zanger Eddie Argos van Art Brut, waarin het paar reacties schreef op populaire liedjes. Het album Fixin' the Charts, Vol. 1, waarvoor ze alle muziek componeerde en de meeste instrumenten bespeelde, werd in 2010 uitgebracht bij Cooking Vinyl en ondersteund door een wereldwijde tournee. Ze is momenteel ook de toerende toetseniste van de baanbrekende Duitse indieband Die Sterne.
Fregoso bracht in 2014 een soloalbum uit onder de naam Thee Nathaniel Fregoso & the Bountiful Hearts bij Duchess Box Records. De single Transatlantic Panic Attack was een radiohit op rockstation Flux FM in Berlijn.

## Discografie

### Singles
- 2005: Do I Have Your Attention? (Loog)
- 2005: Say Yes (City Rockers)
- 2006: Suspicious Character (City Rockers)
- 2007: Angela (City Rockers)
- 2011: Relentless Love (Snowhite)

### Albums
- 2005: Bomb Romantics (Eigenvertrieb)
- 2006: Lie Lover Lie (City Rockers)
- 2011: Turn and Face Me (Snowhite)
- 2013: Infinite Nights (RIP Ben Lee Records)

### Ep's
- 2010: All My Love Songs (Snowhite)